# Жуковка (Кимрский район)
Жуковка — деревня в Кимрском районе Тверской области. Входит в состав Приволжского сельского поселения.

## География
Находится в юго-восточной части Тверской области на расстоянии приблизительно 18 км на северо-восток по прямой от районного центра города Кимры.

## История
Известна с 1771 года как владение помещицы Скорятиной с 1 двором. В 1851 году деревни уже не было, но 1861 снова появилась после переселения сюда крестян из Башарино. В 1859 году здесь (тогда в статусе скотного двора Калязинского уезда Тверской губернии) был учтен 1 двор. Ныне имеет дачный характер.

## Население
Численность населения: 8 человек (1859), 0 как в 2002 году, так и в 2010.